# Muro di cinta di Altamura
Il muro di cinta di Altamura era una struttura militare a scopo difensivo della città di Altamura risalente al Medioevo. Fu demolita quasi completamente nel corso del XIX secolo e oggi, delle mura, non rimangono che alcuni tratti isolati. Non è da confondere con le mura megalitiche di Altamura, le quali risalgono invece al V-IV secolo a.C. e si intersecano con il suddetto muro di cinta.
Del muro di cinta restano alcune rappresentazioni contenute nelle cosiddette "carte Rocca", commissionate da Angelo Rocca (carte P/32 e P/33) e risalenti alla fine del XVI secolo. Non esistono invece rappresentazioni precedenti alla fine del XVI secolo.

## Storia
Il muro di cinta fu costruito nel 1285 da Sparano da Bari, utilizzando una parte delle preesistenti mura megalitiche di Altamura. Il raccordo del muro di cinta combacia con quello che doveva essere il tracciato delle mura megalitiche nell'arco di mura che va da Porta Foggiali a Porta Matera e Porta del Carmine, come Domenico Santoro (1688) fece notare. Caratteristico elemento delle mura era ed è ancora la presenza del bassorilievo raffigurante la "coscia di Pipino", cioè uno dei punti (nelle immediate vicinanze di Porta Matera), dove una coscia di Giovanni Pipino di Altamura fu esposta come monito per la popolazione.
Il muro fu ristrutturato nel 1648, con l'aggiunta di miglioramenti quali i contrafforti in stile aragonese. Il bassorilievo raffigurante la coscia di Pipino fu in tale occasione distrutto e ricostruito.
La demolizione del muro ebbe luogo principalmente nel corso dell'Ottocento. In particolare, durante la demolizione di un tratto del muro di cinta denominato "muraglia Marvulli", furono rinvenuti nel 1863 quattro proiettili che il sindaco di Altamura di allora, Candido Turco, attribuì ai sanfedisti e che pertanto risalirebbero alla Rivoluzione di Altamura (1799).

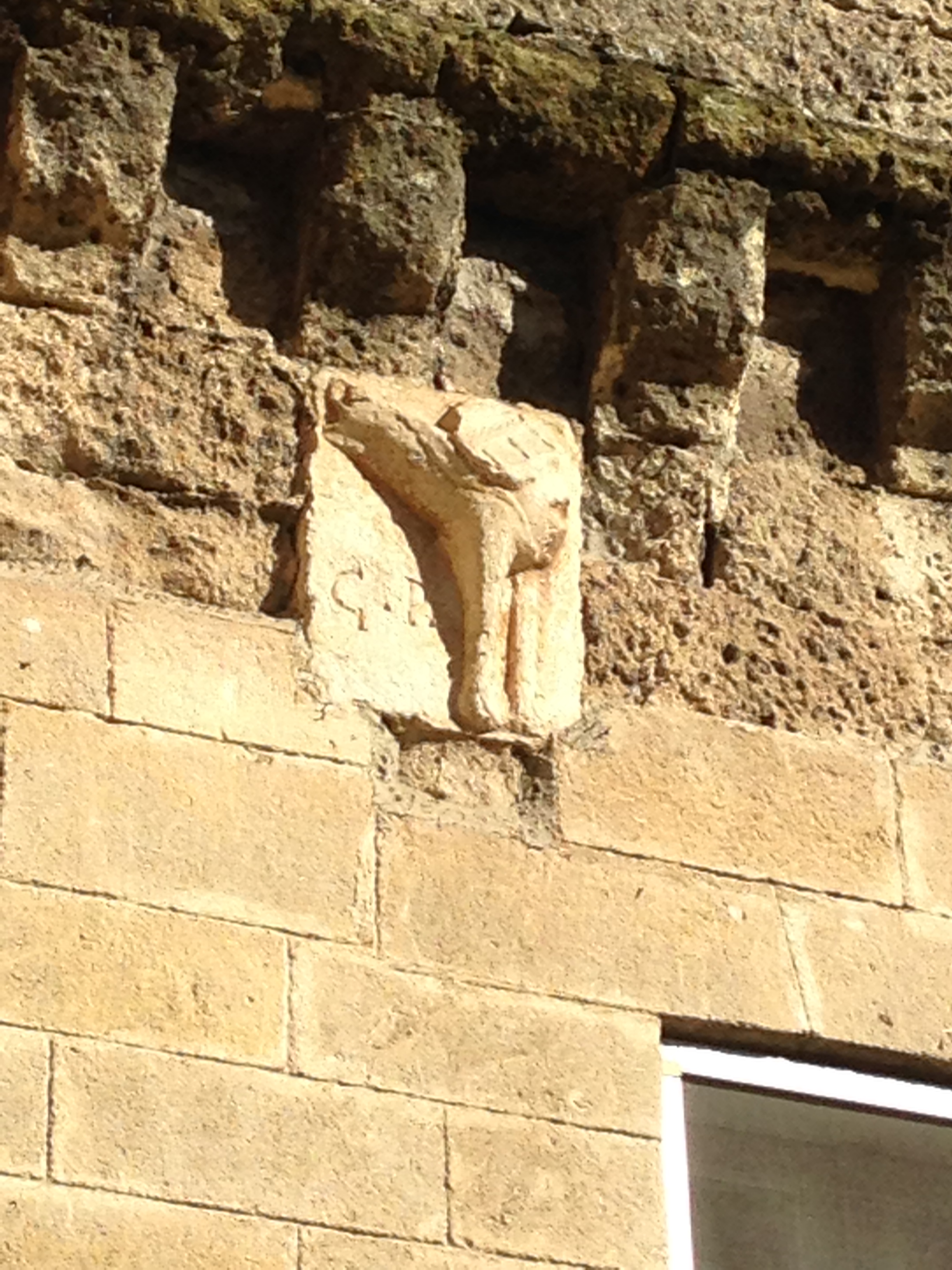
Bassorilievo situato nelle immediate vicinanze di Porta Matera (Altamura) e raffigurante la "coscia di Pipino"

## La struttura del muro
Il muro di cinta aveva le caratteristiche tipiche di una struttura militare difensiva e, in particolare dalle carte Rocca si desumono alcuni elementi caratteristici (va aggiunto che le carte Rocca non forniscono una rappresentazione completa, ma tendono a rappresentare alcuni degli elementi, tanto che alcune zone del paese sembrano vuote). Bisogna tener conto, inoltre, che le mura furono ristrutturate e migliorate nel 1648, con l'aggiunta in particolare di contrafforti in stile aragonese.
Nella carta Rocca P/33 è ben visibile il fossato, che circondava il muro; inoltre sono visibili i ponti levatoi, i quali vengono riportati nel disegno solo per l'accesso esterno al castello e per Porta Foggiali (quest'ultimo appare però più simile a una passerella mobile).
Come raccontato da Domenico Santoro (1688), il tratto di muro tra Porta Foggiali e Porta Matera (e forse anche il tratto fino a Porta del Carmine) si sovrapponeva alle mura megalitiche di Altamura, e oggi alcuni resti del muro di cinta in tale tratto mostrano una base in pietra corrispondente alle preesistenti mura megalitiche.

## Le porte
Il muro di cinta includeva sei porte:
- Porta Bari;
- Porta Matera;
- Porta Foggiali;
- la Porta dei Martiri;
- la Porticella di via Marsala;
- la Porta del Carmine.

A queste si aggiunse in seguito un'altra porta, cioè la porta Santa Teresa, la quale fu aperta per "insistenza dei carmelitani scalzi" dell'antistante Chiesa di Santa Teresa, posizionata all'esterno delle mura seppur nelle sue immediate vicinanze; la porta avrebbe infatti consentito ai carmelitani di penetrare più facilmente in paese. Dalla carta Rocca P/33 è possibile desumere la presenza di un ulteriore accesso, che passava attraverso il Castello di Altamura e che consisteva in una passerella.
L'abbattimento delle porte cominciò già a partire dagli anni 1820. Dell'abbattimento di Porta Foggiali si possiedono notizie più circoscritte riguardo all'abbattimento, il quale è possibile farlo risalire a poco tempo prima del 24 novembre 1823.

## Galleria d'immagini

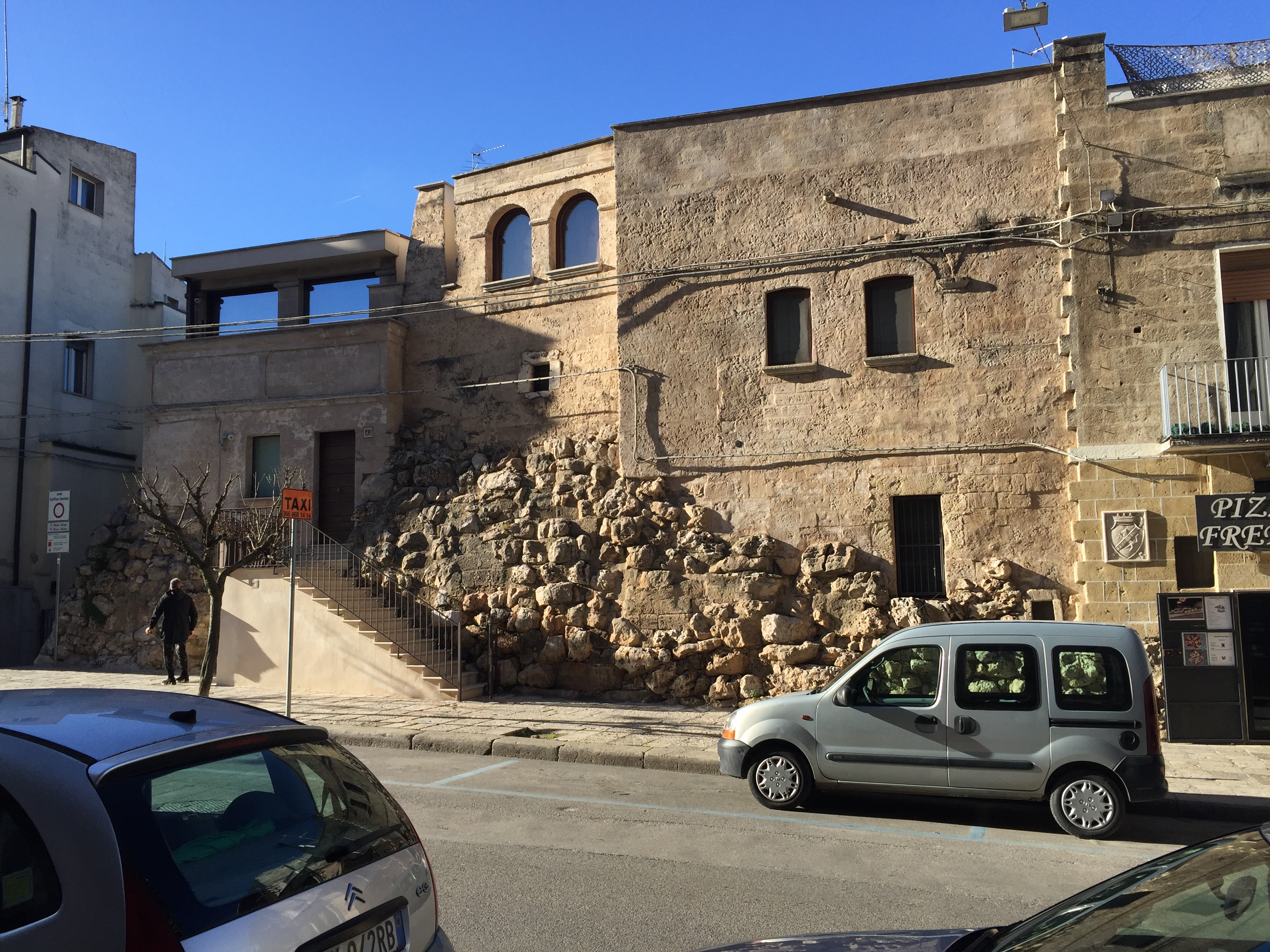
Resti del muro di cinta nei pressi di corso Umberto I - Mura megalitiche parzialmente riutilizzate alla base.
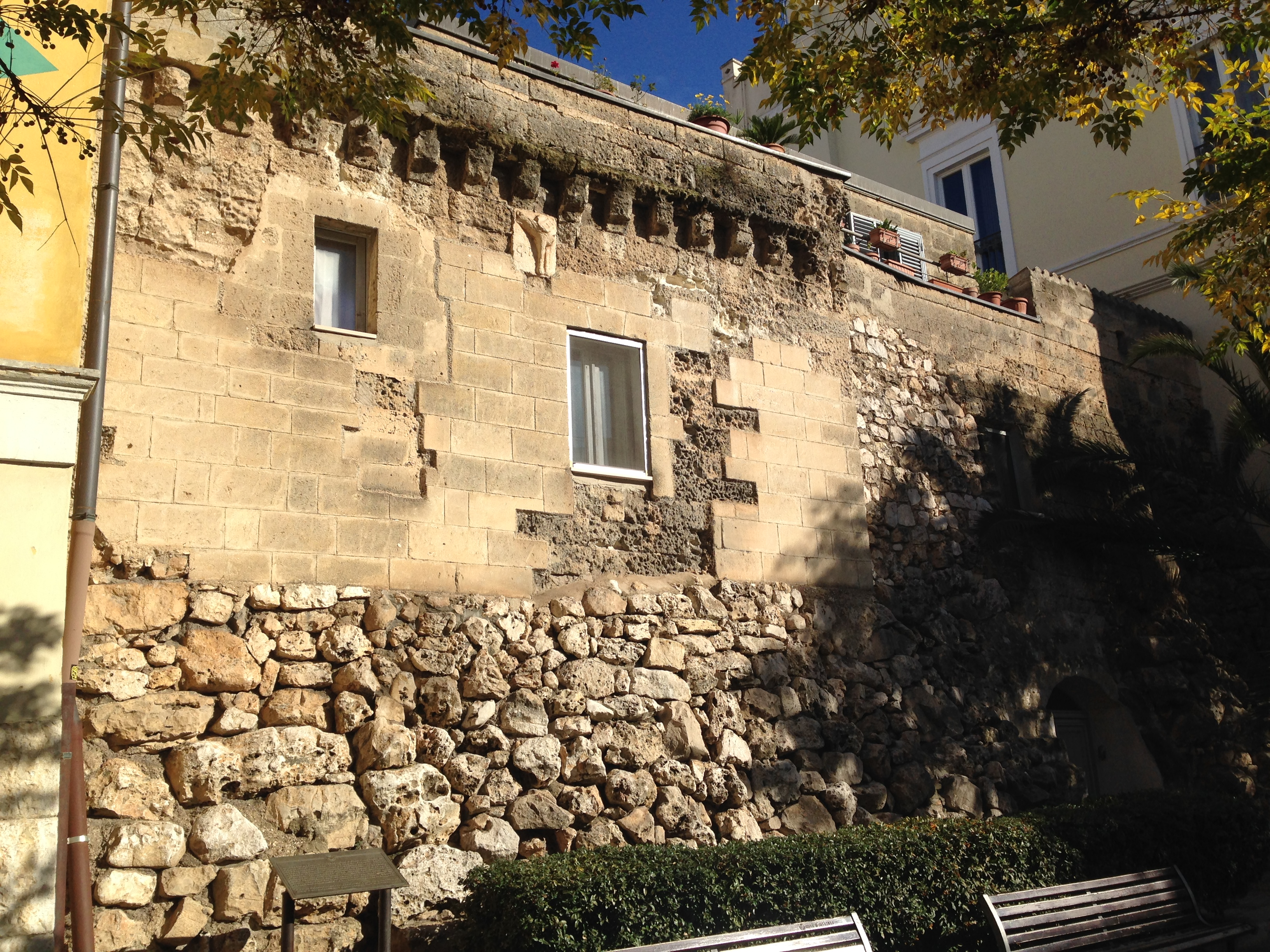
Resti del muro di cinta nei pressi di Porta Matera - Mura megalitiche parzialmente riutilizzate alla base.
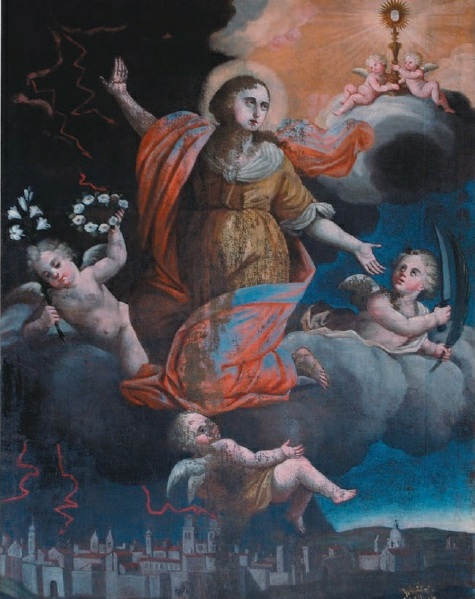
Porta Bari - Dipinto di Sant'Irene - Sala Consigliare del Comune di Altamura (il muro di cinta è visibile in basso sullo sfondo).
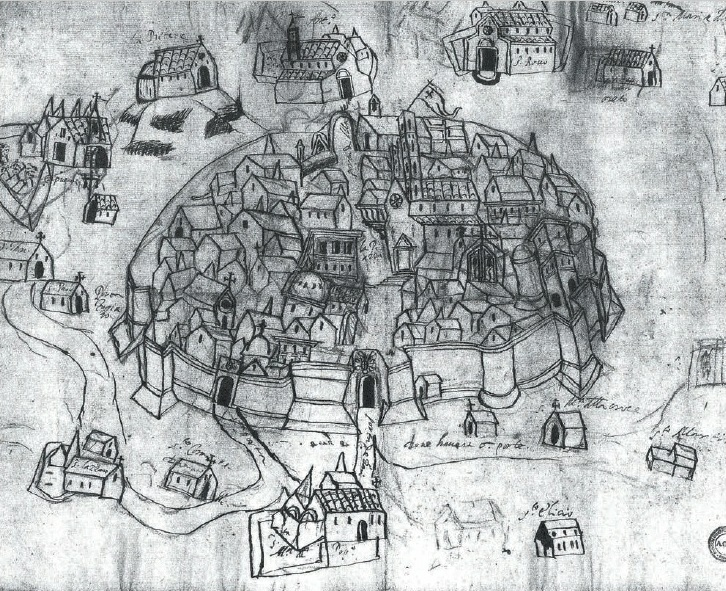
Vista del muro di cinta risalente agli ultimi anni del XVI secolo, tratta dall'Archivio Generalizio Agostiniano Carte Rocca P/32 (Biblioteca Angelica).
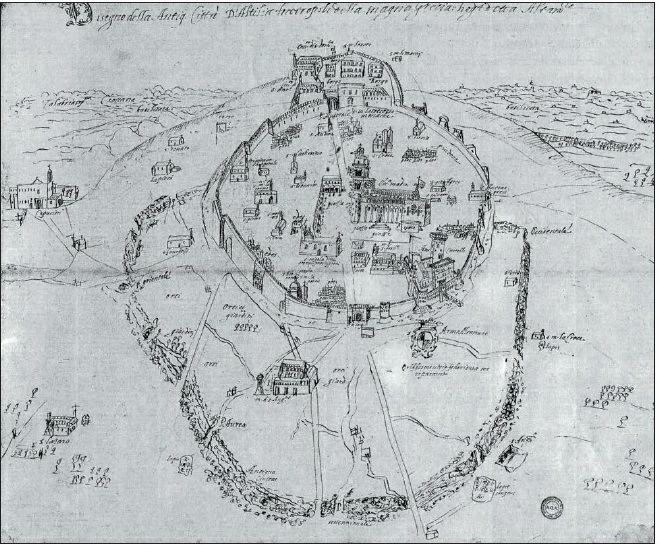
Un'altra vista del muro di cinta, che si interseca con le ben più antiche mura megalitiche di Altamura - Disegno risalente alla fine del XVI secolo, tratto dall'Archivio Generalizio Agostiniano Carte Rocca P/33 (Biblioteca Angelica).
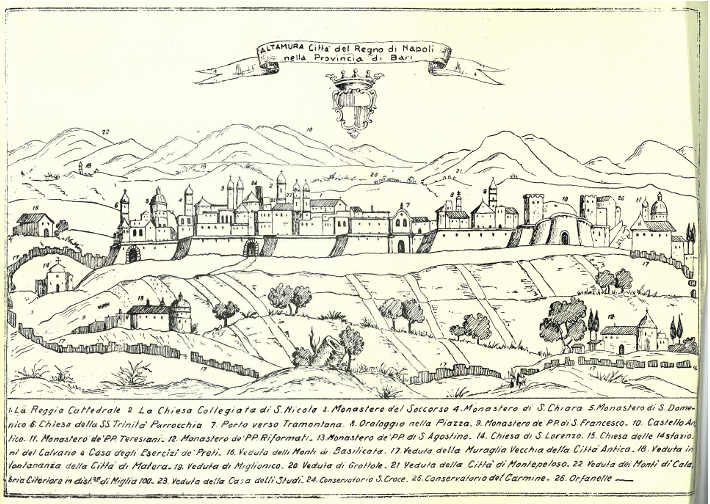
L'illustrazione di Cesare Orlandi della città di Altamura, tratta dalla sua opera Delle città d'Italia e sue isole adjacenti compendiose notizie (1770)
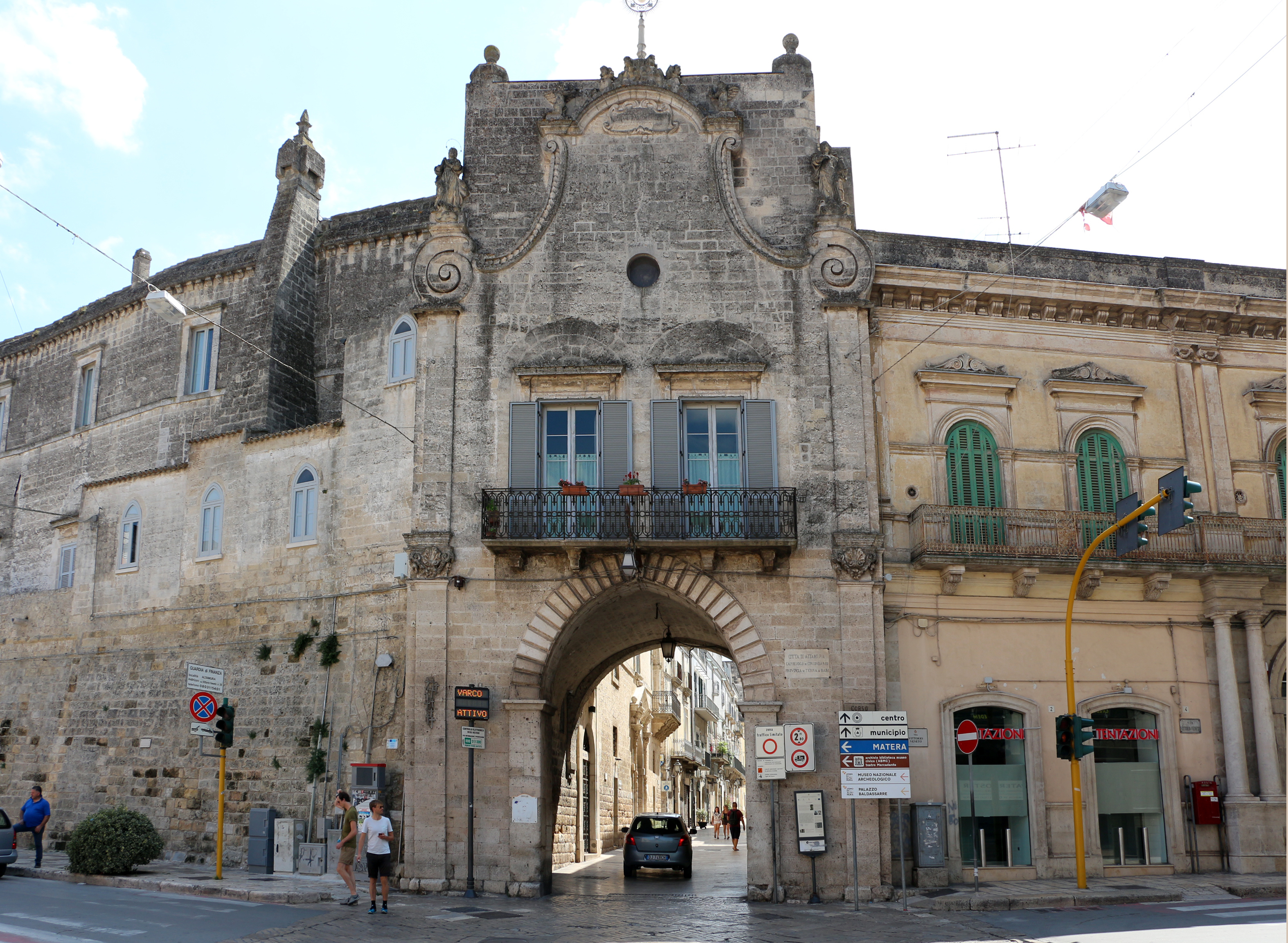
Porta Bari, l'accesso principale del muro di cinta.
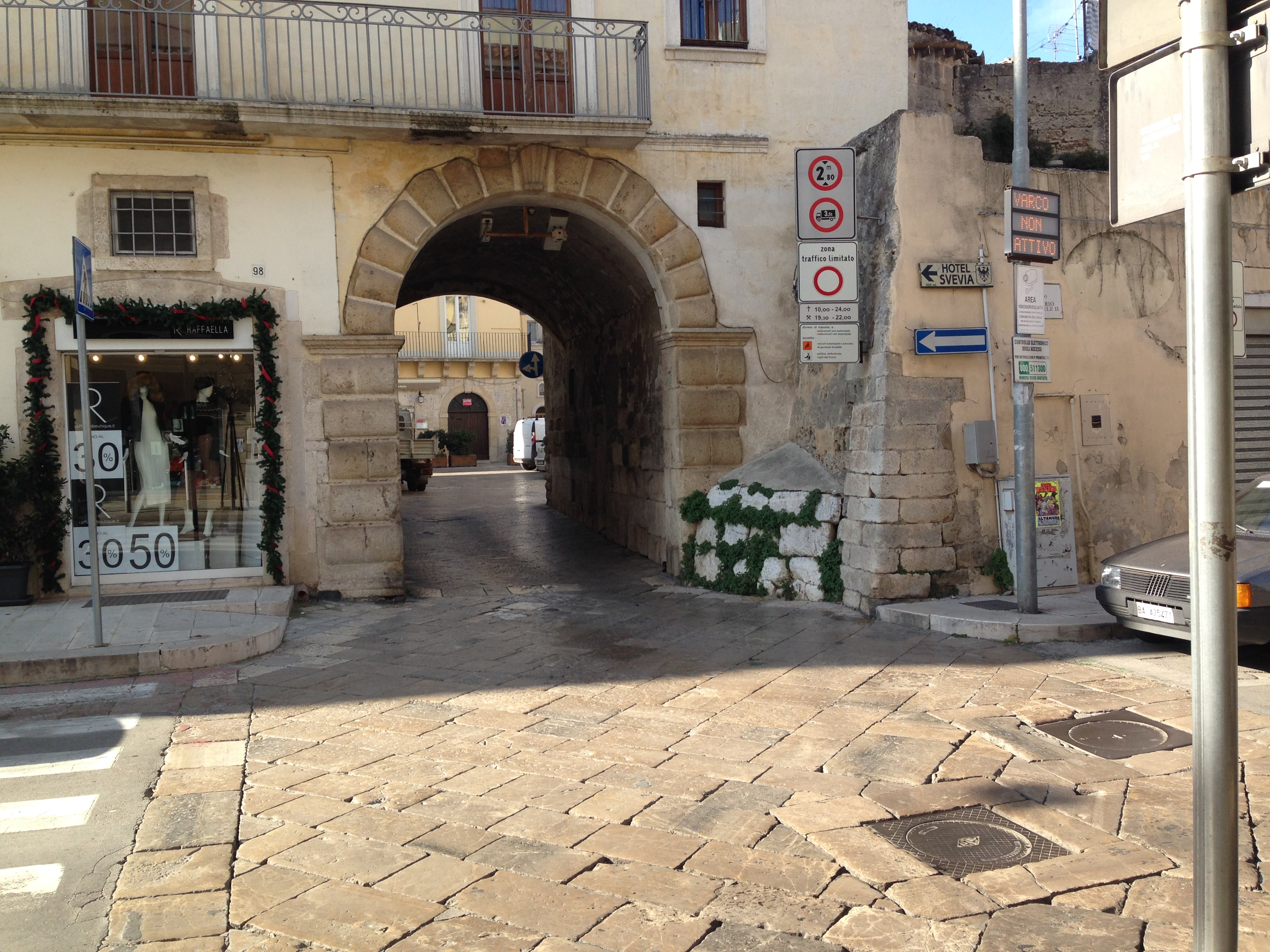
Porta dei Martiri, detta comunemente "la Porticella"
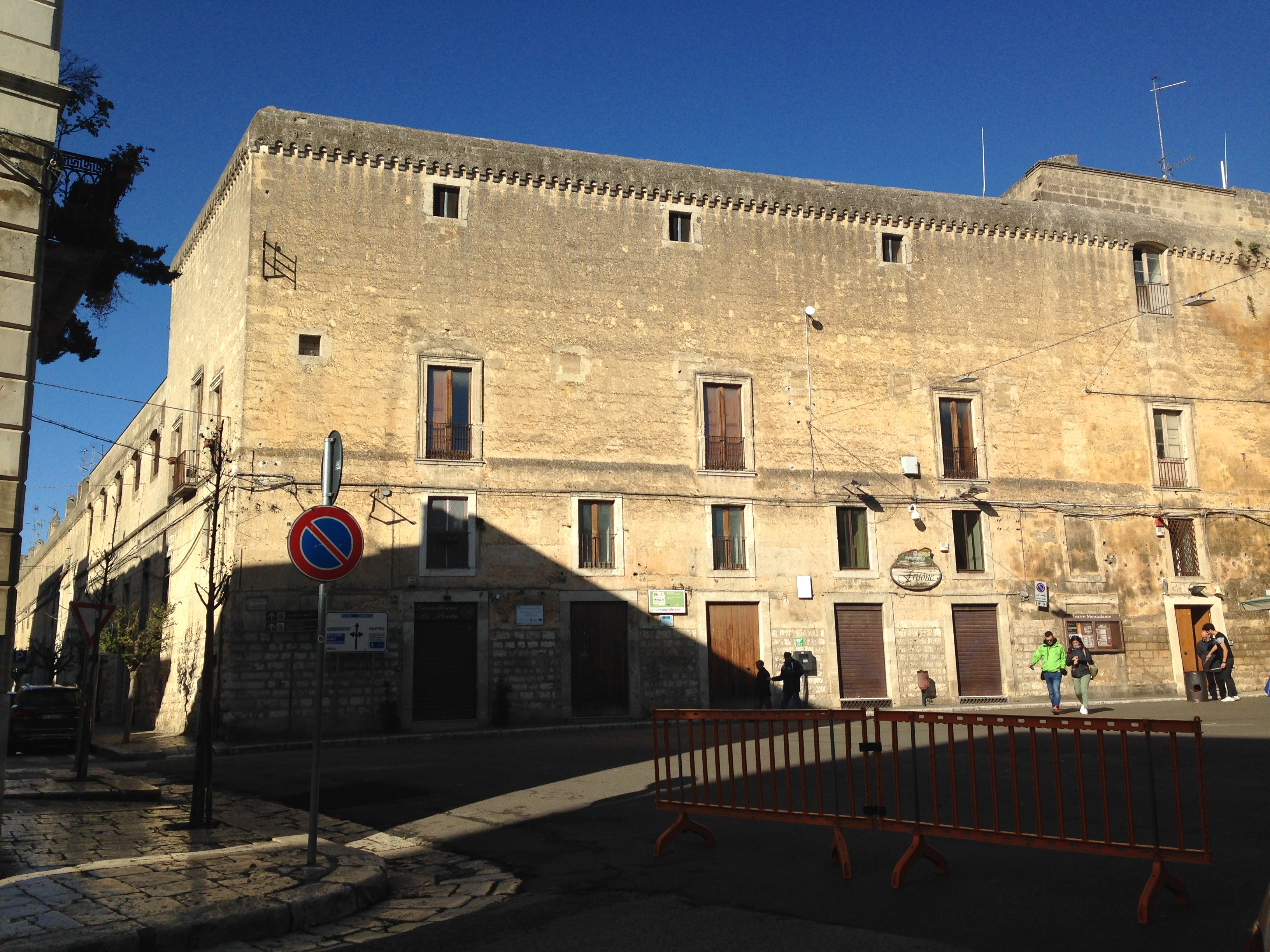
Il monastero del Soccorso - Porta Matera
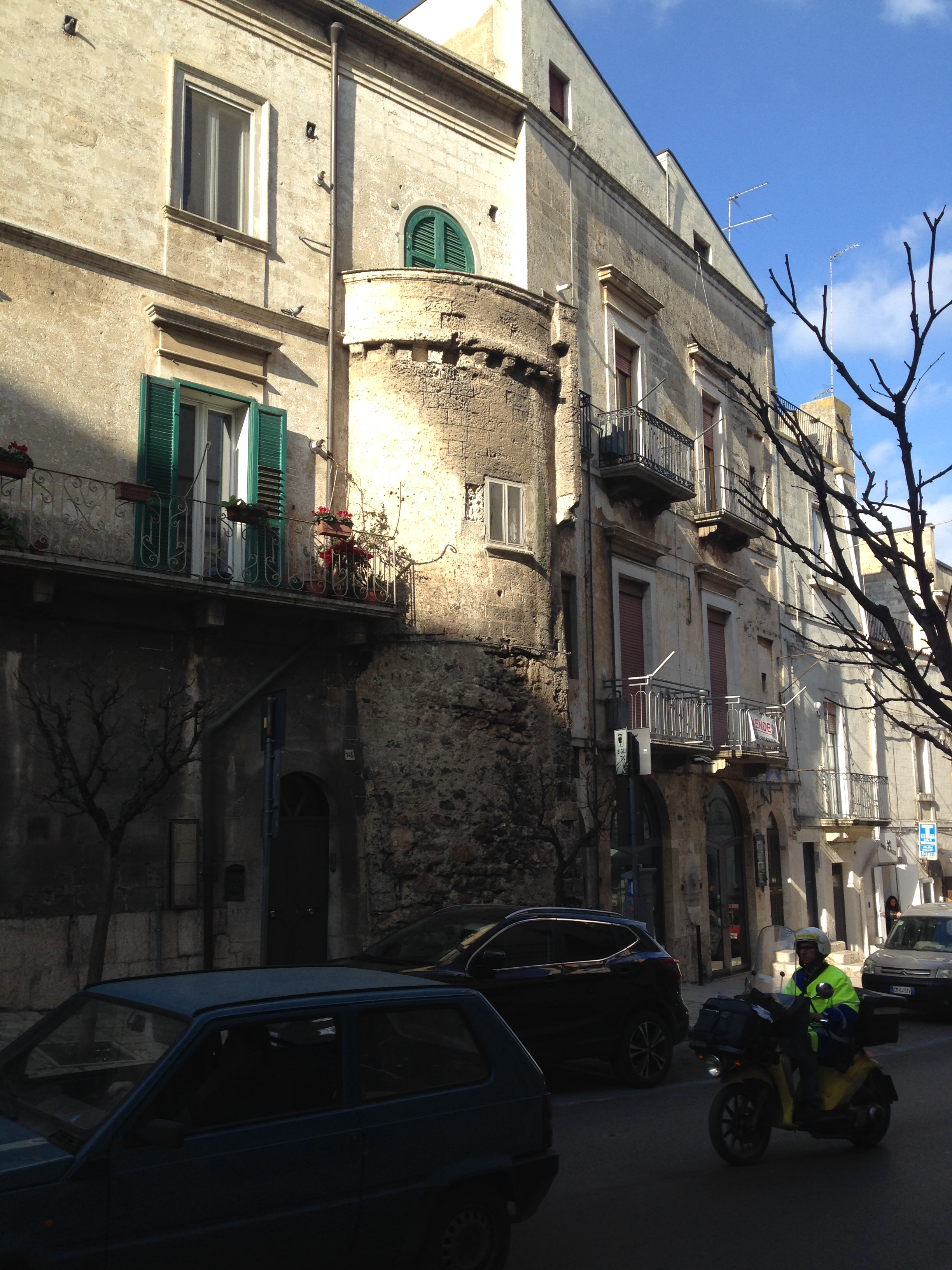
Particolare della torre vicino a Porta Foggiali